# Campeonato Peruano de Fútbol de 1943
El Campeonato Peruano de Fútbol de 1943, denominado como «XXVII Campeonato de Selección y Competencia», fue la edición número 27 de la Primera División del Perú y contó con la participación de 8 equipos. El campeón nacional fue Deportivo Municipal. Mientras que Centro Iqueño descendió a jugar la rueda de promoción.

## Formato
El torneo se jugó a dos ruedas en sistema de todos contra todos y se otorgaba dos puntos por partido ganado, un punto por partido empatado y ninguno por partido perdido. 
G: 2, E: 1, P: 0

## Ascensos y descensos
| Club              | Descendido como              |
| ----------------- | ---------------------------- |
| Telmo Carbajo     | 9º en el Campeonato de 1942  |
| Santiago Barranco | 10º en el Campeonato de 1942 |

## Equipos participantes
| Club                      | Ciudad | Entrenador       |
| ------------------------- | ------ | ---------------- |
| Alianza Lima              | Lima   | Gerardo Arce     |
| Atlético Chalaco          | Callao | José Arana       |
| Centro Iqueño             | Lima   |                  |
| Deportivo Municipal       | Lima   | Juan Valdivieso  |
| Sport Boys                | Callao | Raúl Chappell    |
| Sporting Tabaco           | Lima   | Julio Manisse    |
| Sucre FBC                 | Lima   | José Luis Boffi  |
| Universitario de Deportes | Lima   | Arturo Fernández |

## Tabla de posiciones
| Pos. | Club                      | PJ | PG | PE | PP | GF | GC | DG  | Pts. |
| ---- | ------------------------- | -- | -- | -- | -- | -- | -- | --- | ---- |
| 1    | Deportivo Municipal       | 14 | 9  | 4  | 1  | 39 | 15 | +24 | 22   |
| 2    | Alianza Lima              | 14 | 7  | 3  | 4  | 30 | 19 | +11 | 17   |
| 3    | Sport Boys                | 14 | 7  | 3  | 4  | 28 | 21 | +7  | 17   |
| 4    | Sporting Tabaco           | 14 | 7  | 2  | 5  | 26 | 24 | +2  | 16   |
| 5    | Atlético Chalaco          | 14 | 4  | 4  | 6  | 23 | 24 | –1  | 12   |
| 6    | Universitario de Deportes | 14 | 5  | 2  | 7  | 27 | 32 | –5  | 12   |
| 7    | Sucre FBC                 | 14 | 2  | 7  | 5  | 22 | 25 | –3  | 11   |
| 8    | Centro Iqueño             | 14 | 2  | 1  | 11 | 14 | 49 | –35 | 5    |

|  | Campeón            |
|  | Rueda de Promoción |

## Campeón
|                               |
| Campeón                       |
| Deportivo Municipal 3° título |
|                               |

## Resultados
| Local \ Visitante   | ALI | CHA | CEN | MUN | SBA | TAB | SUC | UNI |
| ------------------- | --- | --- | --- | --- | --- | --- | --- | --- |
| Alianza Lima        |     | 1–0 | 4–2 | 2–2 | 0–1 | 3–0 | 2–1 | 5–0 |
| Atlético Chalaco    | 1–1 |     | 4–0 | 2–2 | 0–1 | 4–2 | 2–2 | 2–4 |
| Centro Iqueño       | 1–4 | 2–1 |     | 2–4 | 1–2 | 2–3 | 1–1 | 1–0 |
| Deportivo Municipal | 3–0 | 4–1 | 4–0 |     | 2–3 | 2–1 | 4–1 | 4–1 |
| Sport Boys          | 2–4 | 1–2 | 5–0 | 1–1 |     | 3–2 | 1–1 | 3–1 |
| Sporting Tabaco     | 2–1 | 2–1 | 5–1 | 0–0 | 1–0 |     | 2–1 | 3–1 |
| Sucre               | 3–3 | 1–2 | 4–0 | 0–2 | 2–2 | 2–2 |     | 2–2 |
| Universitario       | 1–0 | 1–1 | 8–1 | 1–5 | 4–3 | 3–1 | 0–1 |     |

## Rueda de promoción
| 4 de junio de 1944 | Telmo Carbajo | 1-4 | Centro Iqueño | Estadio Nacional, |  |

| 11 de junio de 1944 | Centro Iqueño | 4-0 | Telmo Carbajo | Estadio Nacional, |  |

## Máximos goleadores
| Jugador              | Equipo                    | Goles |
| -------------------- | ------------------------- | ----- |
| Germán Cerro         | Alianza Lima              | 9     |
| Roberto Drago        | Deportivo Municipal       | 8     |
| Adelfo Magallanes    | Alianza Lima              | 7     |
| Armando Agurto       | Sport Boys                | 6     |
| Lolo Fernández       | Universitario de Deportes | 6     |
| Guillermo Barbadillo | Sport Boys                | 6     |
| Lorenzo Pacheco      | Universitario de Deportes | 5     |
| Rufino Lecca         | Sport Boys                | 5     |